# Lichen sclerosus
Lichen sclerosus (LS, synonyma: leukoplakia, lichen albus, kraurosis vulvae, lichen sclerosus et atrophicus, white spot disease, atrofická dystrofie, u mužů balantis xerotica obliterans) je chronické zánětlivé onemocnění kůže, které se obvykle vyskytuje v anogenitální oblasti (u žen nemoc postihuje oblast vulvy, případně anus, u mužů pohlavní úd, popř. i anus). Méně častá je pak extragenitální forma, tedy mimo oblast vnějších pohlavních orgánů (odhadem 6–20 % pacientů). Původ onemocnění je nejasný, některé výzkumy naznačují autoimunitní pozadí (pozn. nejedná se o pohlavně přenosnou nemoc). LS postihuje obě pohlaví, častěji však ženy. Onemocnění se může objevit u osob jakéhokoli věku, častěji jsou postiženi dospělí než děti. Anogenitální forma LS se obvykle projevuje svěděním, bolestí, postižení často trpí dysfunkcí v sexuální oblasti, muži urologickými potížemi. S onemocněním se pojí vyšší riziko rakoviny v genitální oblasti. Pro LS je příznačné střídání období s menší a větší intenzitou symptomů, u některých jedinců však nemoc může probíhat zcela asymptomaticky. Zlatým standardem léčby LS je lokální aplikace silně účinných nebo velmi silně účinných kortikosteroidů ve formě krému nebo masti, u mužů a chlapců může být v méně a středně závažných případech onemocnění dosaženo vyléčení provedením obřízky. Někteří odborníci upozorňují na poddiagnostikovanost LS a četnost případů, kdy pacientům není poskytnuta adekvátní léčba. Pokud onemocnění není léčeno, zvyšuje se tím riziko rakoviny a míra jizvení, resp. nezvratných anatomických změn v oblasti vnějších rodidel (u žen) nebo penisu u mužů.

## Symptomy a znaky onemocnění
Mezi nejčastější symptomy LS patří svědění (zejména u žen v anogenitální oblasti), pálení, bolestivost v zasažených oblastech, dyspareunie (nepříjemné pocity nebo bolest během pohlavního styku) nebo dokonce nemožnost pohlavního styku, problémy při močení, zácpa (často u dětí). Typickými znaky LS v anogenitální oblasti jsou bíle nebo slonovinově zbarvené skvrnky, svraštělá a atrofická kůže (připomínající celofánový papír) a světle zbarvené hyperkeratózy (ztluštění horní vrstvy kůže), které mohou splývat do větších ploch. Tyto znaky se však mohou objevit až v pozdějším průběhu nemoci, přičemž zpočátku může být znatelné pouze lehké zarudnutí kůže (obzvláště u dětí). Dalšími znaky LS mohou být trhliny v kůži, pallor (pobledlost kůže), teleangiektazie (lokalizované rozšíření kapilár v podobě červených nitek), purpura (lokalizované tečkovité krvácení do kůže), ulcerace (zvředovatělá ložiska). V pokročilejším stádiu může onemocnění způsobit jizvení, resp. nenávratné změny na vnějším genitálu, které mohou vést k problémům v sexuální oblasti nebo při vylučování. U žen a dívek může dojít ke kompletnímu zanoření klitorisu pod kůži, zúžení poševního vchodu či srůstu velkých labií. U pacientek s LS rovněž může dojít k morfologickým změnám nebo úplné ztrátě malých labií, v závažných případech i k zúžení análního kanálu a celkové ztrátě architektury zevních rodidel. U mužů se může LS projevit kornatěním a zúžením předkožky, výskytem trhlinek (fisur) a v důsledku toho také poruchami erekce. V pokročilých a závažných případech nemoci může dojít k zúžení močové trubice, zjizvení, zúžení análního kanálu.

## Lichen sclerosus a riziko rakoviny
S LS v anogenitální oblasti se váže vyšší riziko určitých druhů rakoviny, zejména pak dlaždicového karcinomu. Zvýšené riziko rakoviny se dotýká mužů i žen. Podle odhadů dojde k rozvoji dlaždicového karcinomu u zhruba 4-5% nemocných. Kohortová studie autorů Lee, Bradforda a Fischera (publikováno 2015) provedená na vzorku 507 žen s LS prokázala, že důsledná dlouhodobá léčba lokálními kortikosteroidy ve formě krému nebo masti (která pokračuje formou preventivní terapie i po odeznění akutních obtíží a objektivním zlepšení vzhledu kůže) výrazně snižuje riziko dlaždicového karcinomu. Studie probíhala mezi lety 2008-2014, průměrný věk pacientek byl 55,4 let (rozmezí 18-86 let) a průměrná délka trvání symptomů byla 5 let (rozmezí 0,1-40 let). Pacientky byly léčeny kortikoidovými mastmi, které aplikovaly jednou až dvakrát denně. Po dosažení remise (vymizení symptomů, normální vzhled a textura kůže) byla u každé pacientky individuálně upravena frekvence užívání mastí, případně předepsán slabší kortikoid. 150 (29,6%) pacientek uvedlo, že nedodržovalo předepsané schéma léčby a používaly kortikoisteroidy jen občasně. Mezi těmito pacientkami došlo v 7 případech (4,7% z celkového vzorku) ke vzniku dlaždicového karcinomu nebo intraepiteální neoplazie. U zbývajících 357 pacientek (70,4%), které se držely předepsaného schématu udržovací léčby ani v jednom případě k rozvoji dlaždicového karcinomu nebo intraepiteální neoplazie nedošlo.

## Dopady onemocnění na kvalitu života
LS má velký dopad na kvalitu života postižených mužů a žen. V důsledku probíhajícího zánětu nebo anatomických změn na vnějším genitálu mohou postižení trpět bolestivostí nebo jinými nepříjemnými pocity během pohlavního styku, nebo je pro ně pohlavní styk zcela znemožněn. Zanoření klitorisu u žen vede k problémům s dosažením vyvrcholení. Nemoc je u některých lidí doprovázena soustavným svěděním nebo bolestí, což má dalekosáhlé důsledky na jejich osobní, případně i pracovní život.

## Etiologie onemocnění a rizikové faktory
Příčiny LS jsou neznámé. Přibližně 10% pacientů s LS má v rodině osobu postiženou stejným onemocněním (spolek Lichen Sclerosus působící v německojazyčných zemích uvádí dokonce 50%), předpokládá se tedy role genetických predispozic na vypuknutí onemocnění. Některé studie poukazují na autoimunitní pozadí LS.

### Role hormonů u žen s LS
Častější výskyt LS u žen v perimenopauze a menopauze naznačuje pravděpodobný vliv hormonů na propuknutí onemocnění. Případové studie zaměřené na ženy s LS poukázaly na snížené hodnoty testosteronu a androstenedionu v séru. V lézích pokročilého LS byla rovněž prokázána absence androgenních receptorů. Předpokládá se, že pod vlivem onemocnění dochází ke změnám funkcí kůže v oblasti vulvy, které jsou závislé právě na androgenech. Studie Güntherta et. al. z roku 2008 upozorňuje na možnou roli hormonální antikoncepce (obzvláště antikoncepce s anti-androgením účinkem) na vypuknutí LS u mladých žen, které jsou k onemocnění náchylné.

### Trauma jako možný spouštěč onemocnění
Předpokládá se, že trauma hraje důležitou roli spouštěče při rozvoji LS. Spouštěčem může být operace, škrábání nebo například tření způsobené těsným oblečením. Studie Warringtona z roku 1996 poukázala na větší incidenci LS u pohlavně zneužívaných dívek.

### Infekční onemocnění
Prozatím neexistuje evidence, která by jednoznačně spojovala výskyt LS s infekčními chorobami.

### Výskyt s jinými chorobami
19-54% žen s LS zároveň trpí jedním nebo více autoimunitními onemocněními. Nejčastěji se jedná o nemoci štítné žlázy, alopecii, vitiligo, autoimunitní onemocnění střev, artritidu, primární bilitární cirhózu, perniciózní anémii, sklerodermii, systémový lupus nebo roztroušenou sklerózu. U žen je dalším častým přidruženým onemocněním lupénka, u mužů diabetes mellitus a u chlapců atopická dermatitida.

## Diagnóza

### Diagnóza LS v anogenitální oblasti u dospělých
Pacienti s LS spadají do kompetence dermatologů, gynekologů, urologů a dalších specializací. LS je ve většině případů možné diagnostikovat klinicky, tedy na základě typických symptomů a znaků (svědění, zčervenání, bílé skvrny, trhliny na kůži…). Kolektiv autorů Evidence-based (S3) Guideline on (anogenital) Lichen sclerosus. z roku 2015 důrazně doporučuje aby pacienti s podezřením na LS byli nejdříve svěřeni do péče specializovaného odborníka, aby se předešlo případnému prodlení v diagnóze a nenávratným změnám, které může neléčené onemocnění způsobit. Někteří odborníci doporučují potvrzení diagnózy prostřednictvím biopsie. Kolektiv autorů Evidence-based (S3) Guideline on (anogenital) Lichen sclerosus doporučuje biopsii provést pouze ve vybraných případech, zejména kdy nelze diagnózu jednoznačně stanovit klinicky nebo při podezření na karcinom.  
Spolek Lichen Sclerosus, který působí v německojazyčných zemích upozorňuje na častou prodlevu v diagnóze, na kterou nemocní čekají i několik let po výskytu prvních symptomů. V důsledku LS dochází k narušení přirozené obranyschopnosti, čímž je usnadněn rozvoj kvasinkových infekcí nebo genitálních bradavic. Tyto přidružené infekce mohou často maskovat přítomnost hlavního původce obtíží, kterým je právě LS. Spolek doporučuje všem pacientům, aby ošetřujícímu lékaři dopodrobna popsali své symptomy a cíleně se dotazovali na případnou možnost diagnózy LS.

### Diagnóza LS u dětí
Diagnóza LS u dětí není zejména v počátečním stádiu snadná, odebrání biopsie se obvykle s ohledem na dítě nedoporučuje. Podle informací spolku Lichen Sclerosus může na LS u dětí upozorňovat: opakované svědění, zarudnutí nebo bílé zbarvení kůže, chronická zácpa (s trhlinkami v oblasti konečníku), bolesti při močení (navzdory žádnému nálezu v moči), krvavý výtok u předpubertální dívky či fimóza u chlapců.

### Diferenciální diagnóza u LS[3]
| Diferenciální diagnóza            | Klinické znaky                                                                      | Symptomy         | Diagnostika                                                                     |
| --------------------------------- | ----------------------------------------------------------------------------------- | ---------------- | ------------------------------------------------------------------------------- |
| Lichen planus                     | - eroze poševního vchodu - hyperkeratózy na okraji lézí tvořící síťovitou strukturu | bolest > svědění | - biopsie - výskyt lichenu planus na jiném místě na těle (ústa, kštice, vagina) |
| Vitiligo                          | - depigmentace - nedochází ke změnám struktury kůže                                 | bez symptomů     | - využití speciální UV lampy - znaky vitiliga na jiných částech těla - biopsie  |
| Ekzém                             | - erytém - lichenifikace                                                            | svědění          | - biopsie - předchozí anamnéza                                                  |
| Lupénka                           | - erytém - fisury (trhliny)                                                         | mírné svědění    | - znaky lupénky na jiných částech těla - rodinná anamnéza - biopsie             |
| Autoimunitní puchýřnaté dermatózy | - puchýře nebo eroze                                                                | bolest           | - biopsie/imunofluorescence - znaky dermatózy na jiných částech těla            |
| Kvasinkové infekce                | - zarudnutí                                                                         | svědění          | - mykologická kultivace                                                         |

## Léčba LS u žen

### Kortikosteroidy (zevní užití, krémy a masti)
“Evidence-based (S3) Guideline on (anogenital) Lichen sclerosus” (dále “S3 Guideline”) doporučuje jako lék první volby lokální aplikaci silně účinných (např. mometason fuorat 0,1%, na českém trhu výrobní název Elocom) nebo velmi silně účinných kortikosteroidů (clobetasol propionat 0,05%, na českém trhu výrobní název Dermovate). Dávkovací schéma není pevně stanoveno, obvykle však malé množství masti nebo krému (na špičku prstu) jednou či dvakrát denně po dobu 3 měsíců. Maximální množství by nemělo překročit 10g masti nebo krému měsíčně, aby se předešlo nežádoucímu ztenčení kůže. Po vymizení symptomů doporučuje “S3 Guideline” pokračovat udržovací terapií pomocí kortikosteroidových mastí nebo kalcineurinových inhibitorů (tacrolimus, pimecrolimus), která u mnohých dokáže zabránit recidivě záchvatů nemoci. Dlouhodobé užívání kortikosteroidů je při dodržení doporučeného dávkování dle “S3 Guideline” efektivní a bezpečné. Schéma udržovací terapie je individuální, někomu postačí užití mastí jednou či dvakrát měsíčně, jinému dvakrát až třikrát týdně.
Účinnost kortikosteroidových mastí při léčbě LS dokládá celá řada studií. Kohortová studie S.M. Coopera et. al. (publikováno 2004) provedená ve Velké Británii zaznamenala alespoň částečný účinek kortikosteroidové léčby u 255 případů z celkového počtu 295 dívek a žen, kterým byla tato léčba nasazena. V 96% případů došlo ke zlepšení symptomů, v 66% k úplnému vymizení symptomů. Ve 23% případech došlo k úplnému zlepšení objektivních znaků (kromě nenávratného jizvení) a tedy k návratu k normálnímu vzhledu kůže.
Kohortová studie autorů Lee, Bradforda a Fischera (publikováno 2015) provedená na vzorku 507 žen s LS prokázala, že důsledná dlouhodobá kortikoidová léčba (která pokračuje formou preventivní terapie i po odeznění akutních obtíží a objektivním zlepšení vzhledu kůže) napomáhá proti opakovanému návratu symptomů, výrazně snižuje riziko dlaždicového karcinomu a pomáhá chránit proti jizvení a mrzačícím důsledkům nemoci. Studie probíhala mezi lety 2008-2014, průměrný věk pacientek byl 55,4 let (rozmezí 18-86 let) a průměrná délka trvání symptomů byla 5 let (rozmezí 0,1-40 let). Pacientky byly léčeny kortikosteroidními mastmi, které aplikovaly jednou až dvakrát denně. Po dosažení remise (vymizení symptomů, normální vzhled a textura kůže) byla u každé pacientky individuálně upravena frekvence užívání mastí, případně předepsán slabší kortikoid. 150 (29,6%) pacientek uvedlo, že nedodržovalo předepsané schéma léčby, zbývajících 357 pacientek (70,4%) předepsané schéma léčby dodržovalo. Mezi těmi, které dodržovaly léčebné schéma došlo v 333 případech (93,3%) k úplnému potlačení symptomů a pouze u 12 z nich (3,4%) došlo k jizvení nebo srůstům v oblasti vulvy, dlaždicový karcinom se neobjevil ani u jedné z těchto žen. Mezi těmi, které schéma udržovací léčby zcela nedodržovaly zůstalo bez symptomů pouze 87 (58%), u 60 (40%) docházelo k dalšímu zajizvení nebo srůstům v oblasti zevních rodidel a v 7 případech (4,7%) k rozvoji dlaždicového karcinomu nebo intraepiteální neoplazie. Z celkového počtu 507 žen došlo pouze v 7 případech k atrofii způsobené kortikosteroidy, kterou šlo napravit snížením síly předepsaného kortikosteroidu.

### Kalcineurinové inhibitory (zevní užití, krémy a masti)
Alternativu k lokálním kortikosteroidům představují jako lék druhé volby kalcineurinové inhibitory (pozn. Tacrolimus 1%, na českém trhu výrobní název Protopic nebo Pimecrolimus 1%, na českém trhu výrobní název Elidel). “Evidence-based (S3) Guideline on (anogenital) Lichen sclerosus” doporučuje tacrolimus 1% ve formě masti jako efektivní a pravděpodobně bezpečnou alternativu pro léčbu LS u vybraných dospělých pacientů. Silně účinné kortikoidové masti jsou však obecně více efektivní. Z hlediska kontroly symptomů je dle “S3 Guideline” Pimecrolimus 1% srovnatelně účinný s mastmi obsahujícími velmi silně účinný kortikosteroid clobetasol propionat 0,05% (pozn. v ČR pod obchodním názvem Dermovate), účinnost je však srovnatelně nižší z hlediska kontroly zánětu.

### Léčba hormonálními mastmi
Günthert et. al. zmiňuje účinek 8% progesteronové masti u skupiny žen, kterým nezabrala kortikoidová léčba. To však neplatí pro 2% progesteronové masti, které v porovnáním s velmi silně účinnými kortikosteroidovými masti obsahující clobetazol propionát 0,05% (v ČR pod obchodním názvem Dermovate) nevykazují významný účinek. V minulosti byly k léčbě LS využívány masti s obsahem testosteronu, aplikace těchto mastí však přinášela nepřijatelné vedlejší účinky. Evidence-based (S3) Guideline on (anogenital) Lichen sclerosus léčbu LS u žen testosteronovými mastmi výslovně nedoporučuje. Taktéž není (z důvodu nedostatečné evidence dokazující účinnost) doporučena léčba založená pouze na lokální aplikaci estrogenových mastí (kombinace estrogenních mastí s jinými léčivy se však nemusí vylučovat).

### Využití laserů při léčbě LS, fototerapie
Nedávné studie poukazují na možnosti uplatnění fotoléčby a moderních laserů při léčbě LS. Studie Terras et. al. (publikováno 2014) potvrdila účinek UVA1 terapie při léčbě LS. Účinek fotoléčby však není porovnatelně vyšší než dosavadní “zlatý standard”, který představují velmi silně účinné kortikosteroidové masti (clobetasol propionat 0,05%, na českém trhu výrobní název Dermovate). Z toho důvodu autoři studie doporučují UVA1 fototerapii jako případnou sekundární možnost léčby. Několik menších studií dokládá účinnost frakčních CO2 laserů vedoucí k úlevě od symptomů a zlepšení objektivních znaků LS. Baggish (publikováno 2016) ve své studii uvádí výsledky ošetření 27 žen s různými stupni pokročilosti LS frakčním CO2 laserem, který se používá pro léčbu vaginální atrofie. 21 žen absolvovalo 3 sezení a zbývajících 6 žen 4 sezení v rozmezí 4-6 týdnů. Ve 24 případech došlo k úplnému vymizení symptomů. Ve 26 z 27 případů k vizuálnímu zlepšení stavu kůže. Curi et. al. (publikováno 2017) uvádí úspěch laserové terapie za využití 2,940nm Erbium-YAG laseru u 5 žen s pokročilým LS, kterým nepomohla předchozí léčba kortikosteroidy.

### Alternativy léčby u závažných případů
Evidence-based (S3) Guideline on (anogenital) Lichen sclerosus (dále “S3 Guideline”) doporučuje jako lék první volby lokální aplikaci silně účinných nebo velmi silně účinných kortikosteroidů. Navzdory dobrým výsledkům však léčba kortikosteroidními mastmi není účinná u každé pacientky. V případě, že pacientka nereaguje na standardní léčbu navrhuje S3 Guideline několik alternativních možností léčby, které mohou být s ohledem na věk a další okolnosti zváženy. Mezi nejvíce efektivní z nich patří: retinoidy (zevně nebo vnitřně), methotrexát či kortikosteroidy píchané injekčně do jednotlivých lézí. Nové studie rovněž naznačují možnost využití laserové terapie pro léčbu závažných případů LS.

### Nové léčebné metody, současný výzkum a vývoj
V blízké budoucnosti se očekávají výsledky větších studií zaměřených na zhodnocení efektu a bezpečnosti využití frakčních laserů při léčbě LS. Očekávají se i další výzkumy zaměřené na léčbu krevními destičkami obohacenou plasmou, případně kombinace krevními destičkami obohacené plasmy a léčby kmenovými buňkami.

### Chirurgické zákroky
V případě srůstů a zúžení poševního vchodu (vaginální stenóza) může být lékařem doporučeno chirurgické řešení.